# Suomen Urheiluliitto
Fińska Federacja Lekkoatletyczna (fiń. Suomen Urheiluliitto, SUL; szw. Finlands Friidrottsförbund) – fińska narodowa federacja lekkoatletyczna należąca do European Athletics. Siedziba znajduje się w Helsinkach, a prezesem jest Vesa Harmaakorpi.
Federacja powstała w 1906, a od 1912 jest członkiem IAAF.

## Lista prezesów
Na podstawie:
- 1932-1947: Urho Kekkonen
- 1948–1952: Lauri Miettinen
- 1953–1963: Reino Piirto
- 1964: Toimi Tulikoura
- 1965–1974: Jukka Uunila
- 1975–1976: Yrjö Kokko
- 1977–1980: Carl-Olaf Homén
- 1981–1982: Pertti Eräkare
- 1983–1990: Tapani Ilkka
- 1990–2005: Ilkka Kanerva
- 2006–2012: Antti Pihlakoski
- 2013-: Vesa Harmaakorpi[4][5]

## Literatura dodatkowa
- Seppo Martiskainen, Antti O. Arponen, Ingmar Björkman, Matti Hannus, Pentti Vuorio, Salo Vuorio, Urho Vuorio: Suomi voittoon – kansa liikkumaan, SUL:n 100-vuotisjuhlajulkaisu. Helsinki: Yleisurheilun tukisäätiö, 2006. ISBN 978-951-98952-2-2. (fiń.). Brak numerów stron w książce